# Mongrel (Bob Seger)
| Recensione                        | Giudizio      |
| --------------------------------- | ------------- |
| AllMusic                          | [ 1 ]         |
| The New Rolling Stone Album Guide | [ 2 ]         |
| Sputnikmusic                      | 2.7 (Average) |
| Dizionario del Pop-Rock           | [ 4 ]         |
| 24.000 dischi                     | [ 5 ]         |

Mongrel è il terzo album della Bob Seger System, pubblicato dalla Capitol Records nell'ottobre del 1970.

## Tracce

### LP
Brani composti da Bob Seger, eccetto dove indicato
Lato A
1. Song to Rufus – 2:44
2. Evil Edna – 3:11
3. Highway Child – 2:49
4. Big River – 3:10
5. Mongrel – 2:20
6. Lucifer – 2:26

Lato B
1. Teachin Blues – 2:00
2. Leanin on My Dream – 3:17
3. Mongrel Too – 4:08
4. River Deep, Mountain High – 7:26 (Phil Spector, Ellie Greenwich, Jeff Barry)

## Formazione
- Bob Seger - chitarra solista, voce
- Dan Watson - organo, pianoforte, voce
- Dan Honaker - basso, voce, chitarra
- Pep Perrine - batteria, percussioni

Note aggiuntive
- The Bob Seger System e Punch (Edward Andrews) - produttori (per la Hideout Productions)
- Registrazioni effettuate al GM Studios di East Detroit, Michigan (Stati Uniti)
- Jim Bruzzese - ingegnere delle registrazioni
- Tom Weschler - fotografie album originale, design copertina album originale
- Ringraziamento speciale a Jim Bruzzese per il suo aiuto alle percussioni ed al mixing[7]

## Classifica
Album
| Anno | Classifica    | Posizione raggiunta |
| ---- | ------------- | ------------------- |
| 1970 | Billboard 200 | 171                 |

Singoli
| Anno | Titolo del brano | Classifica        | Posizione raggiunta |
| ---- | ---------------- | ----------------- | ------------------- |
| 1970 | Lucifer          | Billboard Hot 100 | 84                  |